# Brachiaria falcifera
Brachiaria falcifera là một loài thực vật có hoa trong họ Hòa thảo. Loài này được (Trin. ex Nees) Stapf mô tả khoa học đầu tiên năm 1919.